# Alirio López
Alirio López Aguilera (Bogotá, 21 de mayo de 1954-15 de junio de 2021) fue un sacerdote, teólogo y gestor social colombiano. Fue reconocido por ser promotores del programa Goles en Paz basando en los jóvenes para resocialización de la violencia deportiva.

## Biografía
Nació en Bogotá en 1954. Estudió filosofía y teología en el Seminario Mayor de Bogotá y realizó su maestría en Bioética en la Universidad El Bosque. Fue ordenado sacerdote el 22 de mayo de 1983  para el servicio en la Arquidiócesis de Bogotá. En 1999 participó en la serie Pandillas, guerra y paz destacándose en establecer la paz entre los grupos juveniles que generaba violencia y criminalidad en Bogotá. y en 2005 y 2006 Juego Limpio. Inició su servicio pastoral como vicario parroquial en la iglesia Nuestra Señora de Egipto en 1983, párroco en la parroquia San Juan Bautista de la Salle en 1985,  Fue miembro de la Comisión Ejecutora del Programa de Diaconado Permanente en 1995, representante de la Arquidiócesis en el Comité Distrital de Derechos Humanos en 1995, párroco en la Natividad e Nuestra Señora en 1999, párroco en la Veracruz en 2001, miembro del Consejo del Diaconado Permanente en 2003, miembro del Consejo Presbiteral en 2008, párroco en Dei Verbum 2008, suplente del Señor Arzobispo en la Junta Administradora de la Fundación Hospital San Carlos en 2012.
Representante del Señor Arzobispo en la Junta Directiva de la Fundación Nuevo Mary Mount en 2014, párroco en parroquia de San Ambrosio en 2014, suplente del representante del señor Arzobispo en la junta administradora de la Fundación Hospital San Carlos en 2014, arcipreste del Arciprestazgo 5.10 en 2015, ratificado como arcipreste del Arciprestazgo No. 5.10 en 2006, ratificado como suplente representante del señor Arzobispo en la junta directiva de la Fundación Hospital San Carlos en 2016, arcipreste del Arciprestazgo 5.1 en 2017, miembro del Consejo Presbiteral en representación de la Vicaria Episcopal Territorial de san Pedro en 2017, ratificado como arcipreste del Arciprestazgo 5.1 en 2020, y párroco en San Diego del 2020. hasta su muerte en 2021. El 15 de junio de 2021 falleció tras ser diagnosticado de cáncer de estómago en Bogotá.